# Rhadinorhynchus cololabis
Rhadinorhynchus cololabis är en hakmaskart som beskrevs av Laurs och Mccauley 1964. Rhadinorhynchus cololabis ingår i släktet Rhadinorhynchus och familjen Rhadinorhynchidae. Inga underarter finns listade i Catalogue of Life.